# 고와다역
고와다역(일본어: 小和田駅)은 일본 시즈오카현 하마마쓰시 덴류구에 위치한 도카이 여객철도 이다선의 철도역이다. 단선 승강장 1면 1선의 구조를 갖춘 지상역이다.

## 이용 현황
| 연도     | 하루 평균 | 연도     | 하루 평균 |
| 1993년도 | 10        | 2003년도 | 불명      |
| 1994년도 | 11        | 2004년도 | 불명      |
| 1995년도 | 9         | 2005년도 | 불명      |
| 1996년도 | 6         | 2006년도 | 7         |
| 1997년도 | 7         | 2007년도 | 8         |
| 1998년도 | 7         | 2008년도 | 5         |
| 1999년도 | 6         | 2009년도 | 7         |
| 2000년도 | 6         | 2010년도 | 6         |
| 2001년도 | 불명      | 2011년도 | 6         |
| 2002년도 | 불명      | 2012년도 | 6         |
| -------- | --------- | -------- | --------- |

## 역 주변
- 덴류강
- 사쿠마호

## 역사
- 1936년 12월 30일 : 산신 철도가 미쓰시마 역 (현 · 히라오카 역)으로부터 연신했던 때의 종착역으로서 개업. 당시의 미나미 선의 종착역이었던 오조레역과의 사이는 선박으로 연락했다.
- 1937년 8월 20일 : 오조레 - 고와다 간이 개통해 미카와카와이 역으로의 기존선(미나미 선)과 접속, 도중역으로 되었다. 이것에 기해서 산신 철도 및 도요카와 철도 · 호라이지 철도 · 이나 전기 철도를 끼워서 요시다 (현 · 도요하시) - 다쓰노 간이 전체 개통.
- 1943년 8월 1일 : 산신 철도가 이다선의 일부로서 국유화되어, 일본국유철도의 역이 되었다.
- 1971년 12월 1일 : 화물 · 하물의 취급을 폐지.
- 1984년 2월 : 무인화.
- 1987년 4월 1일 : 일본국유철도 분할 민영화에 의해, 도카이 여객철도가 승계.
- 2008년 1월 27일 : 승강장 1면이 철거되어, 단선 승강장으로 한다.

## 인접 역
| 도카이 여객철도 이다선 | 도카이 여객철도 이다선 | 도카이 여객철도 이다선     |
| ---------------------- | ---------------------- | -------------------------- |
| 오조레 도요하시 방면   | ■ 이다선               | 나카이사무라이 다쓰노 방면 |